# Rakovinec bramborový
Rakovinec bramborový (Synchytrium endobioticum) je houba chytridiomyceta z čeledi rakovincovité (Synchytriaceae), rodu Synchytrium. Rakovinec napadá hlízy lilkovitých rostlin, což způsobuje tmavé skvrny na hlízách, tzv. rakovinu brambor. Zimu přežívá pomocí tlustostěnného výtrusu, který si zachovává klíčivost až 20 let.